# جانیس رابولد
جانیس رابولد (انگلیسی: Jannis Rabold؛ زادهٔ ۲۷ مارس ۲۰۰۱) بازیکن فوتبال اهل آلمان است.
وی همچنین در تیم‌های ملی فوتبال جوانان آلمان و Germany national under-16 football team بازی کرده‌است.